# Sangria (mecânica)
Sangria é uma película de superfície preta e brilhante de asfalto na superfície da estrada causada pelo movimento ascendente do asfalto na superfície do pavimento. As causas comuns da sangria são muito asfalto no concreto asfáltico, clima quente, baixo teor de vazios de ar e qualidade do asfalto. A sangria é uma preocupação de segurança, pois resulta em uma superfície muito lisa, sem a textura necessária para evitar a aquaplanagem. As medidas de desempenho da estrada, como o IIR, não podem capturar a existência da sangria, pois não aumentam a rugosidade da superfície. Mas outras medidas de desempenho, como ICP, incluem sangria.